# Kittitas
Kittitas (Upper Yakima), ogranak Yakima Indijanaca, ponekad nazivani i Upper Yakima, naseljeni u 19. stoljeću u dolini Kittitas i Yakima sjeverno od Selaha u Washingtonu. Dolascima prvih bijelaca 1860.-tih godina dolina Kittitas otvorena je za naseljavanje bijelim naseljenicima, a Indijanci su premješteni na rezervat Yakima, gdje im i danas žive potomci. Prema nekim antropolozima Pswanwapam Indijanci su jedna njihova banda.

## Vanjske poveznice
- Kittitas County  Arhivirana inačica izvorne stranice od 13. listopada 2010. (Wayback Machine)